# Bucht von Brunei
Die Bucht von Brunei (englisch Brunei Bay, malaiisch Teluk Brunei) ist eine Bucht an der Westküste der Insel Borneo. Sie gehört zu den malaysischen Bundesstaaten Sabah und Sarawak sowie zum Sultanat Brunei und öffnet sich zum Südchinesischen Meer. Die Bucht grenzt an die Verwaltungsdistrikte Brunei-Muara und Temburong auf bruneiischer Seite, an den Distrikt Limbang in Sarawak und an die Distrikte Kuala Penyu, Beaufort und Sipitang in Sabah.

## Geographie
Die etwa 45 × 45 km große Bucht umfasst eine Fläche von etwa 2500 km² und erstreckt sich in nördlicher Breite von 4° 45' bis 5° 2' und in östlicher Länge von 114° 58' bis 115° 10'. Die westlichste Ausdehnung wird durch Bandar Seri Begawan markiert.
Der Bucht vorgelagert ist eine Reihe von Inseln, darunter Labuan mit ihrer markanten Dreiecksform. Sie grenzen die Bucht vom Südchinesischen Meer ab. Die mehr als 200 Kilometer lange Küstenlinie ist überwiegend mit Mangrovensümpfen bewaldet.
Über die Bucht führt die Temburong-Brücke, mit der die Exklave Distrikt Temburong an das andere Staatsgebiet mit der bruneiischen Hauptstadt direkt angebunden ist.

## Flora und Fauna
Diese Mangrovenwälder, die weite Teile des Uferbereichs einnehmen, sind Heimat vieler bedrohter Arten. Die dominierende Mangrovenart ist Rhizophorae apiculata, die eine Höhe bis 30 m erreicht.
Die Bucht von Brunei beheimatet eine Vielzahl an Fischen, z. B. Kreuzwelse (Ariidae), den Korallenwels Plotosus anguillaris, den Gemeinen Argusfisch (Scatophagus argus), den Punktierten Sichelfisch (Drepane punctata), die Makelenart Scomberomorus guttatus, verschiedene Arten von Stachelmakrelen (Carangidae) und Sardinellen, die Anchovisart Coilia dussuinieri, die Meeräschengattungen Liza und Mugil sowie Kaninchenfische (Siganus).
An Vogelarten finden sich im Uferbereich der Prärie-Goldregenpfeifer (Pluvialis dominica), der Mongolenregenpfeifer (Charadrius mongolus), der Regenbrachvogel (Numenius phaeopus), der Rotschenkel (Tringa totanus), der Terekwasserläufer (Xenus cinereus), der Flussuferläufer (Actitis hypoleucos) und der Grauschwanzwasserläufer (Heteroscelus brevipes).
Die Mangrovenwälder beherbergen eine signifikante Population der Nasenaffen (Nasalis larvatus), der Mützenlanguren (Presbytis sp.) sowie der Kalong-Flughunde (Pteropus vampyrus).
Insgesamt leben elf Garnelengattungen in der Bucht, von denen drei – Penaeus merguiensis, Penaeus indicus und Metapenaeus brevicornis – kommerziell befischt werden.